# Fielfraz
Fielfraz var en dansk rockgruppe dannet i Odense-bydelen Højby på Fyn, bestående af Claus Hempler, Kenneth Priisholm, Nils Brakchi og Jens Langhorn. Gruppen havde sin storhedstid i begyndelsen af 1990'erne.
Bandet nåede at udgive tre albummer, før det gik i opløsning, men blev midlertidigt gendannet i 2009 til 25 års-jubilæet for Musikhuset Posten. Efter opløsningen har guitaristen Kenneth Priisholm spillet med bl.a. Peter Belli og trommeslageren Jens Langhorn med Kim Larsen & Kjukken.

## Diskografi
- Shine (1990)
- Electric Eel (1992)
- Slick (1996)

## Eksterne henvisnginer
- Fielfraz på DR musik
- Fielfraz på Allmusic
- Fielfraz på Discogs
- Fielfraz på MusicBrainz

| Musikgruppe | Spire Denne artikel om en dansk musikgruppe er en spire som bør udbygges. Du er velkommen til at hjælpe Wikipedia ved at udvide den. |